# 渉県
渉県（しょう-けん）は中華人民共和国河北省邯鄲市に位置する県。

## 歴史
前漢により設置された。南北朝時代、北魏により廃止されたが。隋代になると598年（開皇18年）に再設置された。
中華民国時代の1928年（民国17年）から1949年（民国38年）にかけては河南省の管轄とされていた。

## 行政区画
- 街道:平安街道
- 鎮:渉城鎮、河南店鎮、索堡鎮、西戌鎮、井店鎮、更楽鎮、固新鎮、西達鎮、偏城鎮
- 郷:神頭郷、遼城郷、偏店郷、竜虎郷、木井郷、関防郷、合漳郷、鹿頭郷